# 東平山
東平山（ひがしひらやま）は、東京都日野市の町名。現行行政地名は、町名地番整理実施区域の東平山一丁目から東平山三丁目が存在する。

## 地理
日野市の西部に位置する。
東から時計回りで、日野市豊田、日野市平山、日野市西平山、日野市旭が丘、に隣接する。

### 河川
- 浅川 ｰｰｰ 街区南側に存在。

### 面積
面積は以下の通りである。
| 丁目         | 面積（km2） |
| ------------ | ----------- |
| 東平山一丁目 | 0.19        |
| 東平山二丁目 | 0.18        |
| 東平山三丁目 | 0.27        |
| 計           | 0.64        |

### 地価
住宅地の地価は、2025年（令和7年）1月1日の公示地価によれば、東平山2丁目15番13（91街区東2-15-13）の地点で19万2000円/m2となっている。

## 世帯数と人口
2025年（令和7年）8月1日現在（日野市発表）の世帯数と人口は以下の通りである。
| 丁目         | 世帯数    | 人口    |
| ------------ | --------- | ------- |
| 東平山一丁目 | 967世帯   | 1,477人 |
| 東平山二丁目 | 728世帯   | 1,568人 |
| 東平山三丁目 | 554世帯   | 1,406人 |
| 計           | 2,249世帯 | 4,451人 |

### 人口の変遷
国勢調査による人口の推移。
| 年                 | 人口  |
| ------------------ | ----- |
| 1995年（平成7年）  | 5,261 |
| 2000年（平成12年） | 4,487 |
| 2005年（平成17年） | 4,019 |
| 2010年（平成22年） | 3,899 |
| 2015年（平成27年） | 4,403 |
| 2020年（令和2年）  | 4,379 |

### 世帯数の変遷
国勢調査による世帯数の推移。
| 年                 | 世帯数 |
| ------------------ | ------ |
| 1995年（平成7年）  | 1,952  |
| 2000年（平成12年） | 1,908  |
| 2005年（平成17年） | 1,829  |
| 2010年（平成22年） | 1,795  |
| 2015年（平成27年） | 1,954  |
| 2020年（令和2年）  | 2,005  |

## 学区
市立小・中学校に通う場合、学区は以下の通りとなる（2023年10月時点）。
| 丁目         | 番・番地等 | 小学校             | 中学校                 |
| ------------ | ---------- | ------------------ | ---------------------- |
| 東平山一丁目 | 全域       | 日野市立滝合小学校 | 日野市立平山中学校     |
| 東平山二丁目 | 1〜20番地  | 日野市立滝合小学校 | 日野市立平山中学校     |
| 東平山二丁目 | 21〜32番地 | 日野市立滝合小学校 | 日野市立日野第四中学校 |
| 東平山三丁目 | 全域       | 日野市立滝合小学校 | 日野市立日野第四中学校 |

## 交通

### 鉄道
| 隣接する街区の駅                                                   |
| ------------------------------------------------------------------ |
| JR中央線 JR中央本線 - 豊田駅(JC 21) 京王線 - 平山城址公園駅(KO 31) |

### 道路
- 平山通り

## 事業所
2021年（令和3年）現在の経済センサス調査による事業所数と従業員数は以下の通りである。
| 丁目         | 事業所数 | 従業員数 |
| ------------ | -------- | -------- |
| 東平山一丁目 | 7事業所  | 52人     |
| 東平山二丁目 | 16事業所 | 76人     |
| 東平山三丁目 | 20事業所 | 472人    |
| 計           | 43事業所 | 600人    |

### 事業者数の変遷
経済センサスによる事業所数の推移。
| 年                 | 事業者数 |
| ------------------ | -------- |
| 2016年（平成28年） | 36       |
| 2021年（令和3年）  | 43       |

### 従業員数の変遷
経済センサスによる従業員数の推移。
| 年                 | 従業員数 |
| ------------------ | -------- |
| 2016年（平成28年） | 493      |
| 2021年（令和3年）  | 600      |

## 施設

### 東平山三丁目
- JR東日本豊田車両センター
- 東京消防庁日野消防署豊田出張所

## その他

### 日本郵便
- 郵便番号 : 191-0054[3]（集配局 : 日野郵便局[15]）。